# Petr Šachl
Petr Šachl (* 2. Dezember 1977 in Jindřichův Hradec, Tschechoslowakei) ist ein ehemaliger tschechischer Eishockeyspieler, der in den nordamerikanischen Minor Leagues und verschiedenen europäischen Ligen aktiv war.

## Karriere
Petr Šachl begann seine Karriere als Eishockeyspieler beim HC České Budějovice, für dessen Profimannschaft er in den Playoffs der Saison 1995/96 sein Debüt in der tschechischen Extraliga gab. Bei seinen ersten beiden Profieinsätzen blieb er dabei punktlos und erhielt zwei Strafminuten. Anschließend wurde er im NHL Entry Draft 1996 in der fünften Runde als insgesamt 128. Spieler von den New York Islanders ausgewählt, für die er allerdings nie spielte. Stattdessen lief er in der Saison 1996/97 für die Tri-City Americans, die ihn beim CHL Import Draft 1996 in der ersten Runde als insgesamt 37. Akteur gezogen hatten, in der kanadischen Juniorenliga Western Hockey League auf. Für diese erzielte er in 63 Spielen 37 Scorerpunkte, davon 13 Tore. Die Spielzeit selbst beendete er jedoch erneut beim HC České Budějovice in der Extraliga. In den folgenden beiden Jahren konnte sich der Flügelspieler nicht dauerhaft in Tschechien durchsetzten und bestritt nur 24 Spiele. 
Während der Saison 1999/2000 spielte Šachl für die Fort Wayne Komets in der United Hockey League und erzielte für seine neue Mannschaft in insgesamt 65 Spielen 65 Scorerpunkte, davon 34 Tore. Des Weiteren kam er in derselben Spielzeit zu drei Einsätzen für deren Ligarivalen Asheville Smoke und zu einem Einsatz für die Tacoma Sabercats in der West Coast Hockey League. Von 2000 bis 2002 stand der Tscheche für die Milwaukee Admirals auf dem Eis – zunächst in der International Hockey League und nachdem diese im Anschluss an die Saison 2000/01 aufgelöst wurde, in der American Hockey League. In beiden Spielzeiten gehörte er zu den Spielern mit der größten Punktausbeute bei den Admirals. 
Im Sommer 2002 kehrte Šachl nach Europa zurück und unterschrieb einen Vertrag bei Ässät Pori in der finnischen SM-liiga. In seinem ersten Jahr in der höchsten finnischen Spielklasse kam er allerdings nur zu neun Einsätzen, bei denen ihm je drei Tore und drei Vorlagen gelangen. In den folgenden beiden Spielzeiten lief er für Ässäts Ligarivalen SaiPa Lappeenranta auf, bei dem er einen Stammplatz hatte und für den er in 98 Spielen 64 Scorerpunkte, davon 27 Tore, erzielte. Die Saison 2004/05 beendete er allerdings beim Brynäs IF in der schwedischen Elitserien. In der Kvalserien erreichte er mit Brynäs den Klassenerhalt. Anschließend wechselte er zu Bílí Tygři Liberec in die tschechische Extraliga. Für die Nordtschechen spielte er insgesamt vier Jahre lang und konnte sich im zweiten Anlauf doch noch in seiner Heimat durchsetzen. 
Die Saison 2009/10 verbrachte der ehemalige tschechische Nationalspieler beim slowakischen Spitzenverein HC Košice, mit dem er auf Anhieb den nationalen Meistertitel gewann. Zu diesem Erfolg trug er mit neun Toren und zwölf Vorlagen in insgesamt 44 Spielen bei. Als Leihspieler absolvierte er zudem vier Partien für den KLH Vajgar Jindřichův Hradec aus seiner Heimatstadt. Für diesen steuerte er bei seinem kurzen Gastspiel in der 2. Liga, der dritten tschechischen Spielklasse, zwei Tore und vier Vorlagen bei. Für die Saison 2010/11 erhielt er einen Vertrag beim HDD Olimpija Ljubljana aus Slowenien. Mit dem Hauptstadtclub scheiterte er in der Erste Bank Eishockey Liga in der ersten Playoff-Runde mit 1:4-Siegen am EC Red Bull Salzburg. Er selbst war in der Hauptrunde mit 53 Punkten in 53 Spielen zweitbester Scorer seiner Mannschaft. Mitte Oktober 2012 folgte der Wechsel nach Italien, wo er bei SG Pontebba aus der Serie A1 unterschrieb.
2013 kehrte er zu seinem Heimatverein nach Budweis zurück, der mittlerweile in der zweiten Spielklasse spielte. 2014 beendete er seine 
Profikarriere und spielte noch eine Saison auf Amateurlevel für den HC Slavoj Zirovnice.

### International
Für Tschechien nahm Šachl 2004 und 2006 jeweils an der Euro Hockey Tour teil. Dabei bestritt er sechs Länderspiele, in denen er punkt- und straflos blieb.

## Erfolge und Auszeichnungen
- 2010 Slowakischer Meister mit dem HC Košice